# Eurypegasus

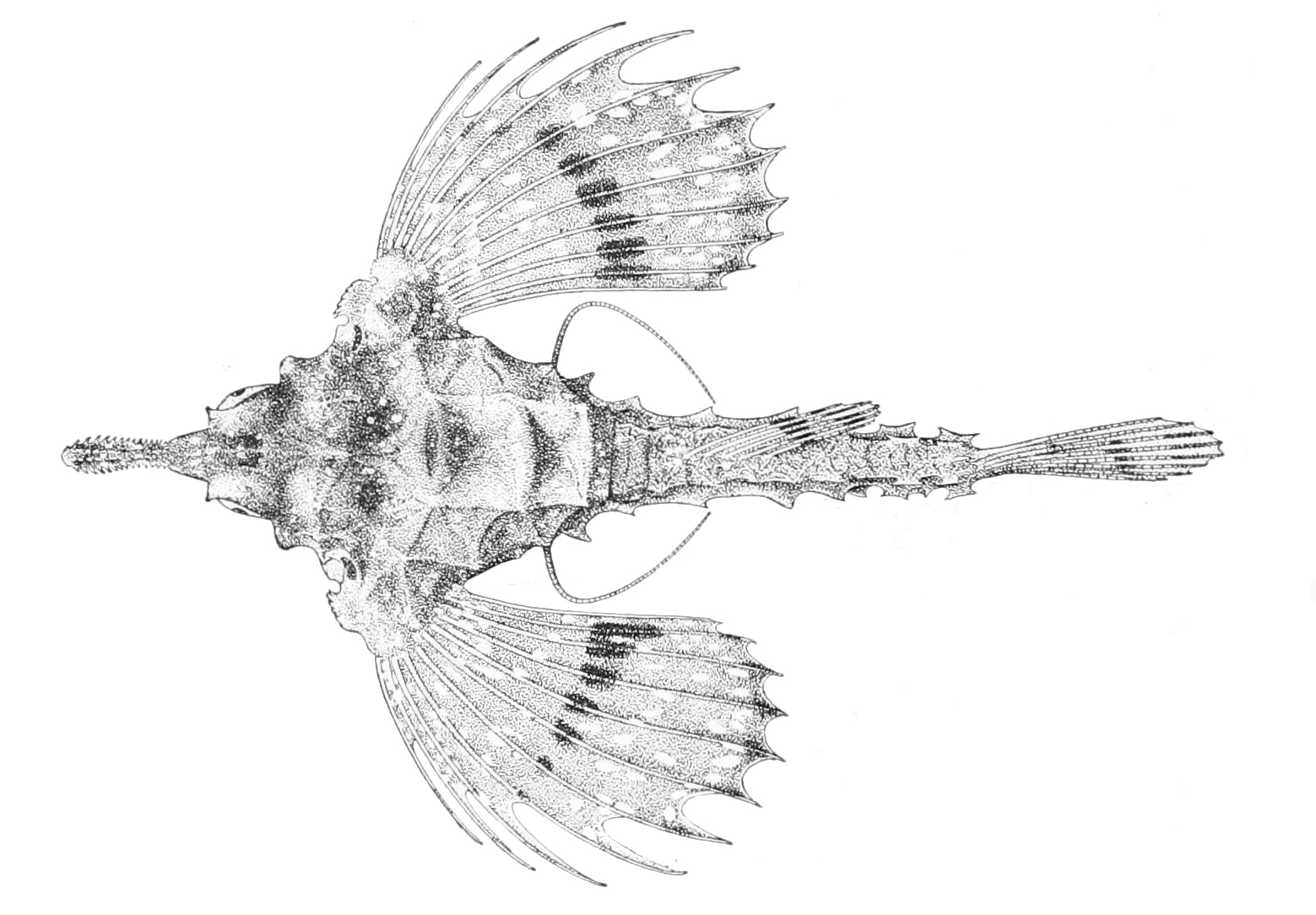
Rajz az Eurypegasus papilioról

Az Eurypegasus a sugarasúszójú halak (Actinopterygii) osztályának a pikóalakúak (Gasterosteiformes) rendjébe, ezen belül a szárnyas csikóhalak (Pegasidae) családjába tartozó nem.

## Rendszerezésük
A nembe az alábbi 2 faj tartozik:
- Eurypegasus draconis (Linnaeus, 1766)
- Eurypegasus papilio (Gilbert, 1905)